# 永明寺 (平壤市)

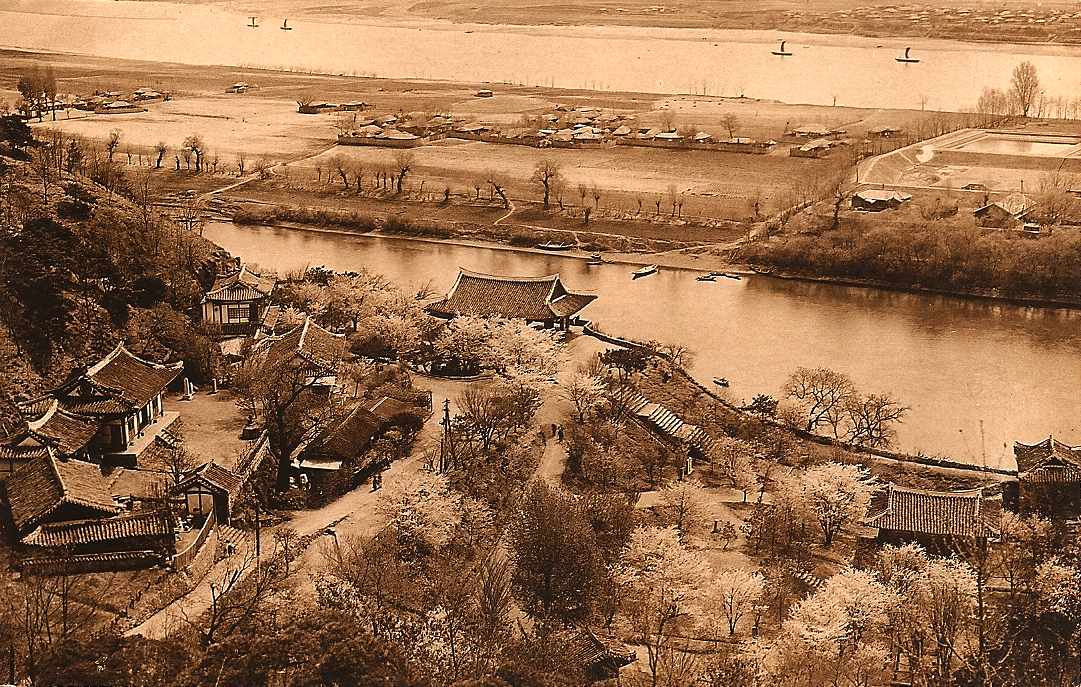
1930年代的永明寺

永明寺（朝鲜语：／）位於朝鮮平壤直轄市錦繡山，建於高麗王朝末期，朝鮮王朝時完全重建。韓戰時嚴重損毀，現僅存八角五層塔等部分建築。2012年，永明寺附近發現麒麟窟。
永明尋僧是平壤八景之一，永明寺法雲庵被列入第13號朝鮮民主主義人民共和國國寶。